# جوناثان ك. رايت
جوناثان ك. رايت (بالإنجليزية: Jonathan C. Wright)‏ هو سياسي أمريكي، ولد في 11 أكتوبر 1966 في وينفيلد في الولايات المتحدة. حزبياً، نشط في الحزب الجمهوري. وقد انتخب عضو مجلس نواب إلينوي.